# Odontostilbe roloffi
Odontostilbe roloffi är en fiskart som beskrevs av Jacques Géry 1972. Odontostilbe roloffi ingår i släktet Odontostilbe och familjen Characidae. Inga underarter finns listade i Catalogue of Life.